# Paral·lel 56° sud
El paral·lel 56° sud és una línia de latitud que es troba a 56 graus sud de la línia equatorial terrestre. Travessa l'oceà Atlàntic, l'Oceà Índic, l'Oceà Pacífic i Amèrica del Sud.
En aquesta latitud el sol és visible durant 17 hores, 37 minuts durant el solstici d'hivern i 6 hores, 57 minuts durant el solstici d'estiu. Pràcticament tot el territori que travessa és oceà, la terra més propera al sud és l'illa Zavodovski de les illes Sandwich del Sud (56° 18' S, a 33 km), i al nord les illes Ildefonso (55° 44' S, a 30 km).

## Geografia
En el sistema geodèsic WGS84, al nivell de 56° de latitud sud, un grau de longitud equival a 62,393 km; la longitud total del paral·lel és de 22.461 km, que és aproximadament 56,0% de la de l'equador, del que es troba a 6.209 km i a 3.793 km del pol Sud

## Arreu del món
A partir del Meridià de Greenwich i cap a l'est, el paral·lel 56° sud passa per: 
| Coordenades                              | País. Territori o mar | Notes |
| ---------------------------------------- | --------------------- | --- |
| 56° 0′ S, 0° 0′ E / 56.000°S,0.000°E     | Oceà Atlàntic         | |
| 56° 0′ S, 20° 0′ E / 56.000°S,20.000°E   | Oceà Índic            | |
| 56° 0′ S, 147° 0′ E / 56.000°S,147.000°E | Oceà Pacífic          | Passa al sud de l'illa d'Hornos (a 46 km del Cap d'Hornos), Xile · més al nord de les illes Diego Ramirez (a 55 km). |
| 56° 0′ S, 67° 16′ O / 56.000°S,67.267°O  | Oceà Atlàntic         | |